# Андре Боньє
Андре Боньє  (фр. André Beaunier; 22 вересня 1869, Евре — 9 грудня 1925, Париж) — французький письменник.
У 1899 році мандрував Росією і Україною. В Росії був кореспондентом газет «Le Temps» і «Les Debats». Відвідав Київ, побував на могилі Тараса Шевченка. У книжці «Нотатки про Росію» («Notes sur la Russie» Париж, 1901) присвятив Шевченкові кілька сторінок, характеризуючи його як великого народного поета України, що зазнав великих переслідувань з боку царизму. Крім особистих вражень, спирався на статтю І. Странника (Г. Аничкової) про Т. Шевченка.

## Твори
- Les Dupont-Leterrier, Paris, 1900
- La Poésie nouvelle, Paris, 1902
- Bonshommes de Paris, Paris, 1902

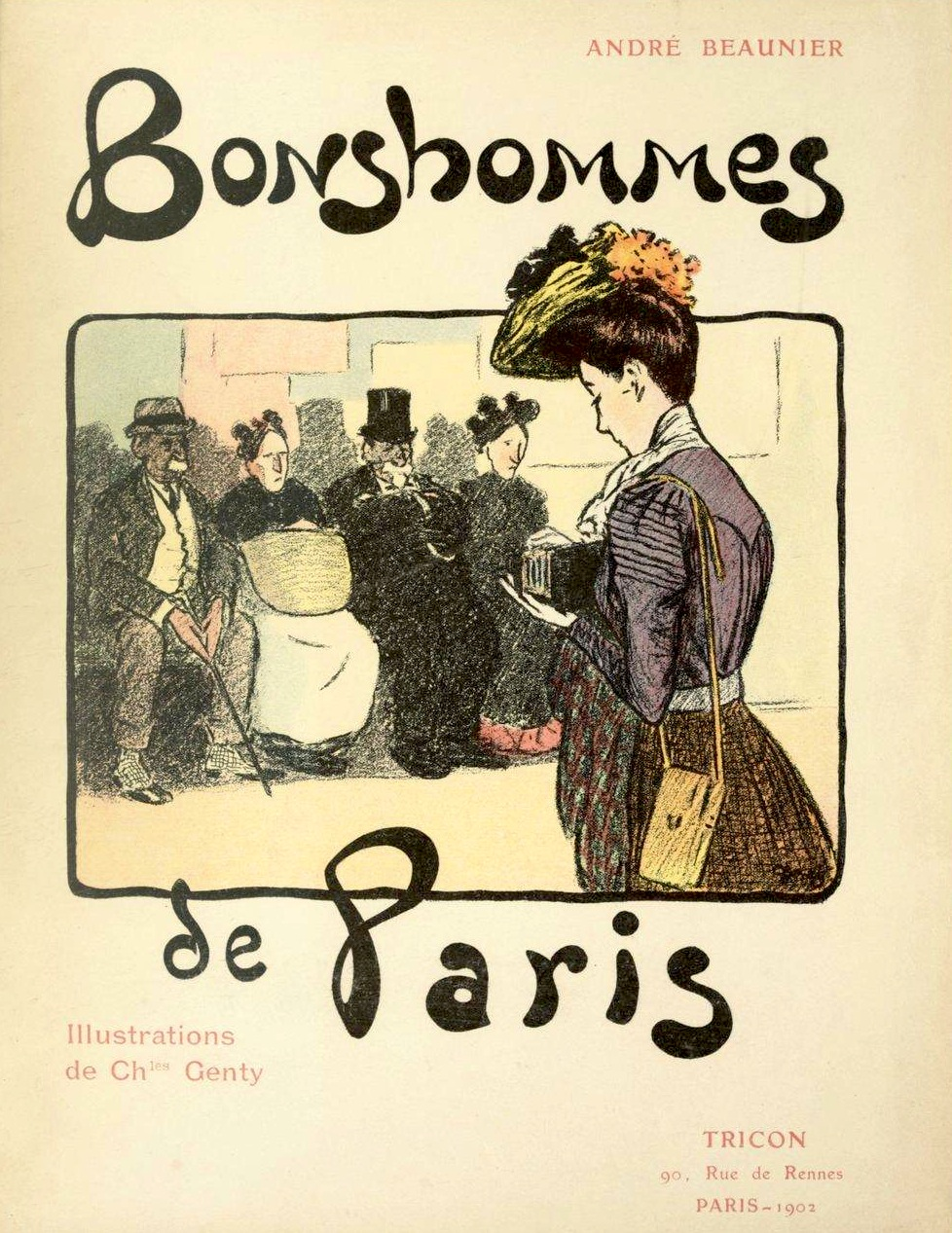
Ілюсрація Шарля Женті на обготрці книги Андре Боньє «Сніговики Парижа».

- L'Art de regarder les tableaux, Émile Lévy, Paris, 1906
- Éloges, Paris, 1909
- Les Idées et les Hommes, Plon-Nourrit, Paris
- Les Limites du cœur, Fasquelle, Paris, 1910
- Les Carnets de Joseph Joubert
- La Crise, comédie en trois actes de Paul Bourget et André Beaunier (L'Illustration, Théâtre de la Porte Saint-Martin, 3 mai 1912)
- Suzanne et le plaisir, 1921